# ファンタジー作家一覧
ファンタジー作家一覧は、ファンタジー作家の五十音順の一覧である。
Wikipedia内にリンク先が無い赤字作家含む著作情報は外部リンクの国立国会図書館での検索もご利用ください。

## 日本

### あ行
- 相川英輔
- 秋田禎信
- 浅倉卓弥
- 浅葉なつ
- 阿部智里
- 天沢退二郎
- 庵野ゆき
- 井辻朱美
- 伊藤英彦
- 乾石智子
- 井上祐美子
- 上橋菜穂子
- 宇津木健太郎
- 榎田ユウリ
- 遠藤文子
- 円堂豆子
- 大塚已愛
- 岡崎弘明
- 荻原規子
- 小沢章友
- 織田万里
- 乙一
- 小野不由美
- 恩田陸

### か行
- 鏡貴也
- 柿村将彦
- 加地尚武
- 柏葉幸子
- 粕谷知世
- 風羽洸海
- 勝山海百里
- 賀東招二
- 壁井ユカコ
- 神坂一
- 茅田砂胡
- 川添愛
- 岸本惟（きしもとたもつ）
- 喜多みどり
- 北沢慶
- 曲亭馬琴
- 清松みゆき
- 金蓮花
- 久美沙織
- 栗本薫
- 久保寺健彦
- 香月日輪
- 神月摩由璃
- 五代ゆう
- 小林弘利
- 小林めぐみ
- 古谷田奈月
- 今野緒雪

### さ行
- 雑賀礼史
- 西条奈加
- 斉藤直子
- 斎藤洋
- 冴木忍
- 榊一郎
- 酒見賢一
- 佐藤亜紀
- 佐藤さくら
- 佐藤暁（佐藤さとる）
- 沢村凛
- 椎野美由貴
- 紫野貴李
- 篠崎砂美
- 篠月美弥
- 篠原悠希
- 芝田勝茂
- 縞田理理
- 志村一矢
- 白川紺子
- 白鷺あおい
- 白洲梓
- 須賀しのぶ
- 菅浩江
- 菅野雪虫
- 鈴森琴
- 瀬尾七重
- 妹尾ゆふ子

### た行
- 高丘哲次
- 高里椎奈
- 高瀬美恵
- 高田大介
- 高殿円
- 高畑京一郎
- 喬林知
- 高千穂遙
- 鷹見一幸
- 竹河聖
- 多崎礼
- 武石勝義
- 立原えりか
- たつみや章
- 田中芳樹
- 谷瑞恵
- 柘植めぐみ
- 恒川光太郎
- 津守時生
- 遠田潤子
- 鴇澤亜妃子
- 友野詳
- 豊田巧

### な行
- 中村うさぎ
- 中村弦
- 流星香
- 梨木香歩
- 夏目翠（なつめすい）
- 鳴海丈
- 仁木英之
- 西崎憲

### は行
- 花田一三六
- 浜たかや
- 日向理恵子
- ひかわ玲子
- 広井王子
- 廣嶋玲子
- 深沢美潮
- 古川日出男
- 紅玉いづき

### ま行
- 前田珠子
- 麻城ゆう
- 松原秀行
- 松村栄子
- 松本祐子
- 円山夢久
- 三浦真奈美
- 三川みり
- 水野良
- 三國青葉
- 光原百合
- 皆川ゆか
- 南野雪花
- 宮沢賢治
- 宮部みゆき
- 向山貴彦
- 森岡浩之
- 森山光太郎

### や行
- 安井健太郎
- 大和真也
- 山本弘
- 雪乃紗衣
- 夢枕獏
- 横山充男

### ら行
- 藍銅ツバメ
- 寮美千子

## アジア
中国
- 墨香銅臭

韓国
- イ・ヨンド
- チェ・ジイン
- チョン・ミンヒ
- ハ・ジウン

台湾
- 久遠（くおん）

## 欧米豪波

### ア行
- キャサリン・アーデン

- ロバート・アスプリン
- リチャード・アダムス
- キャサリン・アディスン
- ロイド・アリグザンダー
- ピアズ・アンソニイ
- ポール・アンダースン
- ラルフ・イーザウ
- ジャック・ヴァンス
- タッド・ウィリアムズ
- エヴァンジェリン・ウォルトン
- ジーン・ウルフ
- ヴィクトリア・エイヴヤード
- ジョーン・エイキン
- クリス・エヴァンズ
- デイヴィッド・エディングス
- スティーヴン・エリクスン
- ミヒャエル・エンデ

### カ行
- リン・カーター
- キャサリン・カーツ
- オースン・スコット・カード
- アラン・ガーナー
- エレン・カシュナー
- ジェーン・ギャスケル
- ゲイル・キャリガー
- ランドル・ギャレット
- ジョナサン・キャロル
- ルイス・キャロル
- スティーヴン・キング
- スーザン・クーパー
- テリー・グッドカインド
- スザンナ・クラーク
- ケン・グリムウッド
- エドワード・ケアリー
- ジャクリーン・ケアリー
- ガイ・ゲイブリエル・ケイ
- ニール・ゲイマン
- オーエンズ・コルファー
- クリス・コルファー

### サ行
- ローズマリー・サトクリフ
- アンドレイ・サプコフスキ
- ソフィア・サマター
- R.A.サルバトーレ
- ブランドン・サンダースン
- マイクル・シェイ
- ルーシャス・シェパード
- N・K・ジェミシン
- マージェリー・シャープ
- ルイス・シャイナー
- ダレン・シャン
- パトリック・ジュースキント
- ロバート・ジョーダン
- ダイアナ・ウィン・ジョーンズ
- シャンナ・スウェンドソン
- ジョナサン・ストラウド
- ピーター・ストラウブ
- マリア・V・スナイダー
- ナンシー・スプリンガー
- ウェン・スペンサー
- クラーク・アシュトン・スミス
- ロジャー・ゼラズニイ

### タ行
- メーガン・ウェイレン・ターナー
- クリス・ダレーシー
- デイヴ・ダンカン
- ロード・ダンセイニ
- ヤンシィー・チュウ
- ピーター・ディキンソン
- ゴードン・R・ディクスン
- L・スプレイグ・ディ＝キャンプ
- J・R・R・トールキン
- ステファン・ドナルドソン
- パメラ・トラバース

### ナ行
- ラリー・ニーヴン
- ガース・ニクス
- キム・ニューマン
- ロバート・ネイサン
- イーディス・ネズビット
- アンドレ・ノートン
- ナオミ・ノヴィク

### ハ行
- クライヴ・バーカー
- フランシス・ハーディング
- ケヴィン・ハーン
- クリストファー・パオリーニ
- C・S・パキャット
- ジェームス・マシュー・バリー
- ロバート・E・ハワード
- ニール・ハンコック
- アショーカ・バンカー
- バーバラ・ハンブリー
- マーヴィン・ピーク
- ピーター・S・ビーグル
- トレイシー・ヒックマン
- L・M・ビジョルド
- バリー・ヒューガート
- レイモンド・E・フィースト
- キャサリン・フィッシャー
- ジャック・フィニイ
- イーデン・フィルポッツ
- アラン・ディーン・フォスター
- ジム・ブッチャー
- リイ・ブラケット
- テリー・プラチェット
- マリオン・ジマー・ブラッドリー
- ジョン・フラナガン
- クリストファー・プリースト
- アルフ・プリョイセン
- テリー・ブルックス
- フィリップ・プルマン
- オリヴィー・ブレイク
- ジェイムズ・P・ブレイロック
- コルネーリア・フンケ
- エリザベス・ヘイドン
- ミシェル・ペイヴァー
- ハンス・ベンマン（Hans Bemmann） ：「石と笛」 Stein und Flote
- チャーリー・N・ホームバーク
- ライマン・フランク・ボーム
- ロビン・ホブ
- T・H・ホワイト
- ワルデマル・ボンゼルス
- マイケル・ボンド

### マ行
- ダイアナ・マーセラス
- ジョージ・R・R・マーティン
- マーガレット・マーヒー
- パット・マーフィー
- カイ・マイヤー
- R・A・マカヴォイ
- アン・マキャフリイ
- パトリシア・A・マキリップ
- ジョージ・マクドナルド
- ショーニン・マグワイア
- リチャード・マシスン
- ロビン・マッキンリイ
- ソフィー・オドゥワン=マミコニアン
- タムシン・ミュア
- A・A・ミルン
- ヴァルター・メアス（Walter Moers）：キャプテン・ブルーベアの13と1/2の人生
- A・メリット
- マイケル・ムアコック
- O・R・メリング
- ウィリアム・モリス

### ヤ行
- トーベ・ヤンソン
- ジェイン・ヨーレン
- ルーネル・ヨンソン

### ラ行
- セルマ・ラーゲルレーヴ
- アンソニー・ライアン
- アン・ライス
- パトリシア・ライトソン
- フリッツ・ライバー
- ハワード・フィリップス・ラヴクラフト
- エリック・ヴァン・ラストベーダー
- マーセデス・ラッキー
- タニス・リー
- リック・リオーダン
- ランサム・リグズ
- エリザベス・A・リン
- デイヴィッド・リンゼイ
- チャールズ・デ・リント
- アストリッド・リンドグレーン
- C・S・ルイス
- J・K・ローリング
- パトリック・ロスファス
- エミリー・ロッダ
- ヒュー・ロフティング
- アーシュラ・K・ル＝グウィン

### ワ行
- マーガレット・ワイス